# Liste des présidents du Vietnam
Pour un article plus général, voir Président du Vietnam.
Après son indépendance (1955) et avant sa réunification (1976), le Vietnam est divisé en deux.

## République du Vietnam(Sud)
| Portrait | Nom                                                 | Début de mandat | Fin de mandat   | Parti Politique                 | Notes |
| -------- | --------------------------------------------------- | --------------- | --------------- | ------------------------------- | --- |
|          | Ngô Đình Diệm (3 janvier 1901 - 2 novembre 1963)    | 23 octobre 1955 | 2 novembre 1963 |                                 | Premier ministre de l'État du Viêt Nam de 1954 à 1955. Autoproclamé chef de la République du Viet Nam.                         |
|          | Dương Văn Minh (16 février 1916 - 6 août 2001)      | 2 novembre 1963 | 30 janvier 1964 |                                 | Hissé au pouvoir par un coup d'Etat.                                                                                           |
|          | Nguyễn Khánh (8 novembre 1927 - 11 janvier 2013 )   | 30 janvier 1964 | 20 juin 1965    |                                 | Hissé au pouvoir par un coup d'Etat.                                                                                           |
|          | Nguyễn Văn Thiệu (5 avril 1923 - 29 septembre 2001) | 20 juin 1965    | 21 avril 1975   | Front national social-démocrate | Il démissionne en 1975, devant l’imminence de l'invasion du pays par le Nord.                                                  |
|          | Trần Văn Hương (1902 - 27 janvier 1982 )            | 21 avril 1975   | 28 avril 1975   |                                 | Il démissionne trois jours après sa nomination.                                                                                |
|          | Dương Văn Minh (16 février 1916 - 6 août 2001)      | 28 avril 1975   | 30 avril 1975   |                                 | Président pour la deuxième fois, il quitte son poste après la prise du pays par la République démocratique du Viêt Nam (Nord). |

## République démocratique du Viêt Nam(Nord)
| Portrait | Nom                                          | Début de mandat  | Fin de mandat    | Parti Politique                    | Notes                                               |
| -------- | -------------------------------------------- | ---------------- | ---------------- | ---------------------------------- | --------------------------------------------------- |
|          | Hồ Chí Minh (19 mai 1890 - 2 septembre 1969) | 2 septembre 1945 | 3 septembre 1969 | Parti des travailleurs du Viêt Nam | Proclame l’indépendance du pays. Meurt en fonction. |
|          | Tôn Đức Thắng (20 août 1888 - 30 mars 1980)  | 3 septembre 1969 | 24 juin 1976     | Parti communiste vietnamien        |                                                     |

## République socialiste du Viêt Nam
| Portrait | Nom                                                 | Début de mandat | Fin de mandat     | Parti Politique |
| -------- | --------------------------------------------------- | --------------- | ----------------- | --------------- |
|          | Tôn Đức Thắng (20 août 1888 - 30 mars 1980)         | 24 juin 1976    | 30 mars 1980      | DCV             |
|          | Nguyễn Hữu Thọ (10 juillet 1910 - 24 décembre 1996) | 30 mars 1980    | 4 juillet 1981    | DCV             |
|          | Trường Chinh ( 9 février 1907 - 30 septembre 1988)  | 4 juillet 1981  | 14 juin 1987      | DCV             |
|          | Võ Chí Công (7 juillet 1912 - 8 septembre 2011 )    | 14 juin 1987    | 23 septembre 1992 | DCV             |

|                                                                      | Lê Đức Anh (1er décembre 1920 - 22 avril 2019)       | 1992      | 23 septembre 1992 | 24 septembre 1997 | DCV |
|                                                                      | Trần Đức Lương (5 mai 1937-20 mai 2025)              | 1997 2002 | 24 septembre 1997 | 24 juin 2006      | DCV |
|                                                                      | Nguyễn Minh Triết (Né le 8 octobre 1942)             | 2006 2007 | 27 juin 2006      | 25 juillet 2011   | DCV |
|                                                                      | Trương Tấn Sang (né le 21 janvier 1949)              | 2011      | 25 juillet 2011   | 2 avril 2016      | DCV |
|                                                                      | Trần Đại Quang (12 octobre 1956 - 21 septembre 2018) | 2016      | 2 avril 2016      | 21 septembre 2018 | DCV |
| La vice-présidente de l'État, Đặng Thị Ngọc Thịnh, assure l'intérim. |                                                      |           |                   |                   |     |
|                                                                      | Nguyễn Phú Trọng (14 avril 1944 - 19 juillet 2024)   | 2018      | 23 octobre 2018   | 5 avril 2021      | DCV |
|                                                                      | Nguyễn Xuân Phúc (né le 17 novembre 1954)            | 2021      | 5 avril 2021      | 17 janvier 2023   | DCV |
| La vice-présidente de l'État, Võ Thị Ánh Xuân, assure l'intérim.     |                                                      |           |                   |                   |     |
|                                                                      | Võ Văn Thưởng (né le 13 décembre 1970)               | 2023      | 2 mars 2023       | 21 mars 2024      | DCV |
| La vice-présidente de l'État, Võ Thị Ánh Xuân, assure l'intérim.     |                                                      |           |                   |                   |     |
|                                                                      | Tô Lâm (né le 19 juillet 1957)                       | 2024      | 22 mai 2024       | 21 octobre 2024   | DCV |
|                                                                      | Lương Cường (né le 15 aout 1957)                     | 2024      | 21 octobre 2024   | en fonction       | DCV |